# Loeblichopsis
Loeblichopsis es un género de foraminífero bentónico de la subfamilia Hormosininae, de la familia Hormosinidae, de la superfamilia Hormosinoidea, del suborden Hormosinina y del orden Lituolida. Su especie tipo es Reophax cylindrica. Su rango cronoestratigráfico abarca el Holoceno.

## Discusión
Clasificaciones previas incluían Loeblichopsis en el suborden Textulariina del orden Textulariida o en el orden Lituolida sin diferenciar el suborden Hormosinina.

## Clasificación
Loeblichopsis incluye a las siguientes especies:
- Loeblichopsis cylindrica
- Loeblichopsis globigerinifera
- Loeblichopsis sabulosa
- Loeblichopsis spiculifera